# Mistrzostwa Ameryki Południowej w Lekkoatletyce 1920
2. Mistrzostwa Ameryki Południowej w Lekkoatletyce – zawody lekkoatletyczne, które odbyły się w stolicy Chile – Santiago w dniach 23 – 25 kwietnia 1920. Medaliści pochodzili z 3 państw: Chile (gospodarz), Urugwaju i Argentyny. Startowali tylko mężczyźni.

## Mężczyźni
| Konkurencja          | 1. miejsce          | Wynik   | 2. miejsce           | Wynik   | 3. miejsce          | Wynik   |
| -------------------- | ------------------- | ------- | -------------------- | ------- | ------------------- | ------- |
| 100 m                | Marcelo Uranga      | 10.8    | Julio Gorlero        | 11.0    | Humberto Ramírez    | —       |
| 200 m                | Isabelino Gradín    | 22.4    | Humberto Ramírez     | 22.6    | Julio Gorlero       | 23.4    |
| 400 m                | Isabelino Gradín    | 54.0    | Eduardo Flores       | 54.6    | Gavino Reginato     | —       |
| 800 m                | Enrique Thompson    | 2:06.2  | Juan Campos          | 2:06.4  | Carlos Escobar      | 2:06.8  |
| 1500 m               | Ángel Entrecasas    | 4:23.2  | Juan Marshall        | 4:23.4  | Oscar Guajardo      | 4:26.2  |
| 5000 m               | Juan Jorquera       | 16:11.4 | Manuel Moraga        | 16:21.8 | Manuel Plaza        | 16:29.4 |
| 10 000 m             | Juan Jorquera       | 33:13.6 | Manuel Plaza         | 33:18.2 | Enrique Calderón    | –       |
| 110 m ppł            | Harold Rosenqvist   | 16.4    | Carlos Patiño        | 16.6    | Otto Dietsch        | —       |
| 200 m ppł            | Harold Rosenqvist   | 26.2    | Andrés Mazzali       | 26.8    | Francisco Silveira  | —       |
| 400 m ppł            | Andrés Mazzali      | 59.0    | Eduardo Diez         | 59.8    | Francisco Silveira  | —       |
| Skok wzwyż           | Hernán Orrego       | 1.76    | Carlos Patiño        | 1.75    | Osvaldo Kolbach     | 1.70    |
| Skok wzwyż z miejsca | Juan Moliné         | 1.44    | Carlos Asiadacz      | 1.43    | Carlos Fernández    | 1.42    |
| Skok o tyczce        | Héctor Berruti      | 3.26    | Ernesto Goycolea     | 3.25    | Enrique Sansot      | 3.20    |
| Skok w dal           | Ricardo Müller      | 6.52    | Fortunato Antola     | 6.11    | Héctor Benapres     | 6.10    |
| Skok w dal z miejsca | Francisco Japke     | 3.00    | Hernán Orrego        | 2.98    | Juan Moliné         | 2.95    |
| Trójskok             | Adolfo Reccius      | 13.40   | Héctor Benapres      | 13.21   | Erwin Gevert        | 12.69   |
| Pchnięcie kulą       | Benigno Rodríguez   | 11.96   | Teodoro Scheihing    | 11.54   | Jorge Llobet Cullen | 11.50   |
| Rzut dyskiem         | Jorge Llobet Cullen | 35.28   | David Martín Estévez | 34.64   | Gustavo Krüger      | 34.55   |
| Rzut młotem          | Leonardo de Lucca   | 34.14   | Jorge Llobet Cullen  | 33.05   | Teodoro Scheihing   | 32.97   |
| Rzut oszczepem       | Arturo Medina       | 49.49   | Héctor Berruti       | 41.51   | Alberto Asenjo      | 40.90   |
| Sztafeta 4 x 400 m   | Urugwaj             | 3:34.0  | Argentyna            | –       | —                   | —       |

## Tabela medalowa zawodów
| Pozycja | Państwo   |    |    |    | Łącznie |
| ------- | --------- | -- | -- | -- | ------- |
| 1       | Chile     | 10 | 10 | 13 | 33      |
| 2       | Urugwaj   | 6  | 9  | 4  | 19      |
| 3       | Argentyna | 5  | 2  | 3  | 10      |